# Charoides pallida
Charoides pallida là một loài bọ cánh cứng trong họ Cerambycidae.